# Enida
Enida là một chi ốc biển, là động vật thân mềm chân bụng sống ở biển trong họ Trochidae, họ ốc đụn.

## Các loài
Các loài trong chi Enida gồm có:
- Enida taiwanensis Z.Z. Dong, 2002[2]